# Formet
Fabryka Form Metalowych „Formet” S.A. – istniejąca w latach 1973–2013 fabryka w Bydgoszczy, producent form metalowych do produkcji wyrobów z tworzyw sztucznych.

## Charakterystyka
Zakład specjalizował się w projektowaniu oraz wykonawstwie form wtryskowych do tworzyw sztucznych, gumy oraz form ciśnieniowych do metali lekkich. W zakresie działalności firmy znajdowały się również: usługi serwisowe związane z regeneracją form wtryskowych, pełna obróbka metali, niskoseryjna produkcja detali z tworzyw sztucznych, oraz wykonywanie zniszczonych elementów tłoczników, wykrojników i innych przyrządów.

## Historia
Fabryka powstała w latach 1971–1973 w ramach rozbudowy Bydgoskiej Fabryki Narzędzi „Befana” – jednego z najstarszych, czynnych przedsiębiorstw w Bydgoszczy (zał. 1852). Fabryka ta, będąca liderem w produkcji pilników na rynku polskim oraz znaczącym eksporterem na rynek ogólnoświatowy, od 1964 przystąpiła także do wyrobu form metalowych do przetwórstwa tworzyw sztucznych termoutwardzalnych i termoplastycznych. Po powstaniu nowego zakładu na bydgoskich Glinkach minister przemysłu maszynowego podjął decyzję o podziale fabryki na dwa przedsiębiorstwa: Bydgoską Fabrykę Narzędzi „Befana” – wytwarzającą narzędzia katalogowe (ul. Marcinkowskiego) i Fabrykę Form Metalowych „Formet” (ul. Dąbrowa) – produkującą narzędzia specjalne: wykrojniki, tłoczniki i formy  do tworzyw sztucznych, metali, gumy i mas plastycznych.
Formet wchodzący w skład kombinatu „Ponar-Plast”, wyposażony był w nowoczesne obrabiarki i aparaturę kontrolno-pomiarową; był jedynym w Polsce i jednym z nielicznych w Europie zakładem wyspecjalizowanym w produkcji skomplikowanych form do prasowania i wtryskiwania tworzyw sztucznych. Produkowano tu m.in. formy do wtryskiwania obudów telewizorów „Philips” w Holandii, prowadzono eksport m.in. do Szwecji, Wielkiej Brytanii, Francji, Niemiec i na inne kontynenty. W celu kształcenia kadr przy zakładzie zorganizowano szkołę zawodową.
W 1979 w Bydgoskiej Fabryce Pras Automatycznych „Formet” pracowało ok. 2 tysięcy osób. Pracownicy dysponowali rodzinnymi ogrodami działkowymi „Formet” na osiedlu Prądy w Bydgoszczy oraz ośrodkiem wypoczynkowym w Wielonku.
Po transformacji ustrojowej zakład był spółką akcyjną Skarbu Państwa. W sierpniu 2012 postawiono go w stan likwidacji z powodu zadłużenia. W II kwartale 2013 roku produkcja form została zakończona. Ministerstwo Skarbu Państwa uznało, że restrukturyzacja firmy nie jest możliwa i wystawiło jej majątek na sprzedaż. Zwolniono 100 osób, a grunt wraz z pustymi magazynami wykupiła sąsiednia firma Miko Plastic Centre – Modern Conditioning Operation.